# میتچل ویلی (آرکانزاس)
میتچل ویلی (آرکانزاس) (به انگلیسی: Mitchellville, Arkansas) یک شهر در ایالات متحده آمریکا با جمعیت ۳۶۰ نفر است که در آرکانزاس واقع شده‌است.